# Phradonoma villosulum
Phradonoma villosulum là một loài bọ cánh cứng trong họ Dermestidae. Loài này được Duftschmid miêu tả khoa học năm 1825.